# Derlethina
Derlethina is een geslacht van haften (Ephemeroptera) uit de familie Teloganodidae.

## Soorten
Het geslacht Derlethina omvat de volgende soorten:
- Derlethina eloisae